# Louis Gros (homme politique, 1873-1963)
Pour les articles homonymes, voir Louis Gros et Gros.
 (janvier 2020).
Si vous disposez d'ouvrages ou d'articles de référence ou si vous connaissez des sites web de qualité traitant du thème abordé ici, merci de compléter l'article en donnant les références utiles à sa vérifiabilité et en les liant à la section « Notes et références ».
Louis Gros, né le 28 octobre 1873 à Fontvieille (Bouches-du-Rhône) et mort le 27 novembre 1963 à Avignon, est un fonctionnaire, homme politique et résistant français.

## Biographie

### Carrière
Louis Gros est d'abord officier mécanicien dans la marine marchande. Après la création du ministère du travail, en 1906, il entre dans son administration. Il est inspecteur du travail, puis, à partir de 1913, inspecteur divisionnaire, dans le département de Vaucluse. Dès 1914, il crée l'un des premiers offices départementaux de placement, dont il est directeur, ainsi que plusieurs coopératives de consommation, regroupées dans une Fédération dont il est le président.
Il met fin à sa carrière administrative en 1924, quittant toutes ses fonctions. Membre de la SFIO, et rapporteur général de son groupe d'études sociales, Louis Gros est élu député sur une liste de Cartel des gauches. Il est secrétaire de la commission du Travail, vice-président du groupe parlementaire sur les mutilés du travail, et, en 1927, rapporteur de la loi sur les accidents du travail.
Élu maire d'Avignon en mai 1925, il démissionne dès le mois de juillet, à la suite des revers enregistrés par la SFIO aux élections cantonales, tenues entre-temps, bien qu'il ne fût pas lui-même candidat.

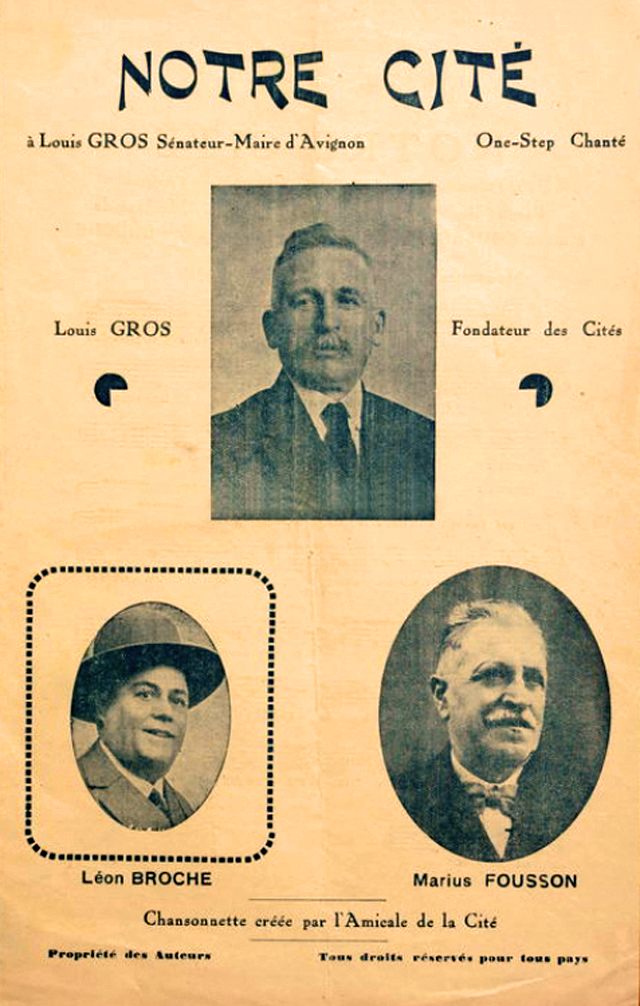
Partition de la chanson Notre Cité créée par Léon Broche et Marius Foussan en l'honneur de Louis Gros.

Réélu député en 1928, il se présente, en octobre de cette année, aux élections cantonales et devient conseiller général. L'année suivante, il mène la liste SFIO aux élections municipales à Avignon, qui est intégralement élue. Il redevient maire, poste qu'il occupe jusqu'en 1940. Louis Gros met dès lors en place un socialisme municipal, avec, notamment, la création d'un Office d'habitations à bon marché, l'achat du préventorium de Porquerolles, l'aménagement de la Bourse du travail, la construction d'un groupe scolaire, d'installations contre les inondations (consolidation des remparts, création d'une station de pompage), d'une usine d'incinération des ordures ménagères. Il fait également restaurer l'hôtel de ville. Toujours en 1929, il fait du Réveil vauclusien « l'organe du socialisme et des intérêts du département de Vaucluse ».
Populaire chez les ruraux, moins en raison de ses idées socialistes (les paysans de la région sont aisés) que de ses compétences de gestionnaire, il est réélu député en 1932, et gagne même 3 000 voix par rapport aux élections précédentes. En 1935, il quitte la Chambre des députés, étant élu au Sénat, après deux tentatives infructueuses (en 1920 et 1927). Il devient secrétaire de cette assemblée.
Le 10 juillet 1940, Louis Gros fait partie des 80 parlementaires qui votent contre les pleins pouvoirs au maréchal Philippe Pétain. Le 5 novembre 1940, le régime de Vichy le déchoit de son mandat, et dissout même la municipalité d'Avignon. Il part pour la Suisse, d'où il participe à la Résistance.
En 1944-1945, il siège à l'Assemblée consultative provisoire et préside le comité de Libération d'Avignon. Puis, âgé de 72 ans, il se retire de la vie politique. Retiré à la campagne, il réalise des fouilles archéologiques.

### Vie privée
Louis Gros était l'époux de Magdeleine Germain, née comme lui à Fontvieille (Bouches-du-Rhône), le 31 août 1873 et décédée à Avignon le 18 mai 1953 . Ils s'étaient mariés à Fontvieille le 22 avril 1897. Ils ont eu deux enfants, Henri et Léonie, nés tous deux à Chambéry (Savoie), où Louis Gros était inspecteur du travail, respectivement les 27 mars 1905 et 14 avril 1906. Léonie est morte enfant, le 2 août 1915, à l'âge de 9 ans (non révolus), à Fontvieille (dans la maison de son grand-père). Henri est mort le 16 août 1944, à l'âge de 39 ans (non révolus). Louis Gros, son épouse et leurs deux enfants sont inhumés dans la même tombe, au cimetière de Fontvieille (tombe de la famille Paul Germain).

## Décoration
- Chevalier de la Légion d'honneur[Quand ?]